# Премия Гумбольдта
Пре́мия Гу́мбольдта (нем. Humboldt-Forschungspreis) — награда, которая присуждается немецким Фондом Александра фон Гумбольдта иностранным ученым. Премия предоставляет возможность высококвалифицированным исследователям из разных стран заниматься научными проектами по своему выбору в сотрудничестве с учёными Германии. Размер премии составляет 60 000 евро. Каждый год (в марте и в октябре) присуждается до 100 премий в различных областях науки, награждение происходит в одном из немецких университетов. Кандидатуры должны быть представлены известными учеными из Германии. 
Также Фонд Александра фон Гумбольдта присуждает Стипендии Гумбольдта (нем. Humboldt-Forschungsstipendium) на исследовательские проекты в Германии для постдоков и опытных ученых в размере около 3 000 евро на срок до 24 месяцев.

## Лауреаты премии
По данным Фонда Гумбольдта на май 2022 года премию получили 2 212 человек. Больше половины лауреатов из американских университетов (1 234 человека). Российские научные организации представляют 57 ученых-лауреатов.
- 1990
  - Вадим Гуревич
- 1991
  - Харитоненков, Игорь Григорьевич[5]
- 1992
  - Владимир Агранович
  - Сергей Анисимов
  - Николай Каверин
  - Владимир Лобашёв
  - Виктор Цетлин
- 1993
  - Виталий Зубов
  - Овчинников, Юрий Николаевич[6]
  - Черепков, Николай Алексеевич[7]
- 1994
  - Реваз Гамкрелидзе
  - Догель, Владимир Александрович[8]
  - Никитин, Лев Васильевич[9]
  - Владислав Тимофеев
- 1996
  - Алексей Паршин
- 1997
  - Эрнест Винберг
  - Александр Каплянский
  - Юрий Матиясевич
- 1998
  - Роберт Эварестов
- 1999
  - Вадим Анищенко
  - Блехман, Илья Израилевич[10]
  - Борис Долгошеин
  - Владимир Минкин
  - Пикин, Сергей Алексеевич[11]
  - Писарев, Роман Васильевич[12]
  - Андрей Славнов
  - Александр Холево
  - Швиндлерман, Лазарь Симхович[13]
- 2000
  - Алексей Богданов
  - Иванов, Борис Александрович[14]
  - Кузнецов, Александр Алексеевич[15]
  - Федоров, Михаил Владимирович[16]
  - Филитов, Алексей Митрофанович[17]
- 2001
  - Владимир Анисимов
  - Руслан Валиев
  - Васютинский, Олег Святославович[18]
  - Виктор Голант
  - Валерий Долгополов
  - Кравцов, Юрий Александрович[19]
  - Николай Крылов[20]
  - Кев Салихов
  - Виктор Фадин
- 2002
  - Юрий Качанов
  - Юрий Нестеренко
  - Серёгин, Григорий Александрович[21]
  - Всеволод Солонников
  - Владимир Цирельсон
- 2003
  - Евгений Ваганов
  - Ерухимович, Игорь Яковлевич[22]
  - Андрей Фурсиков
- 2004
  - Ростислав Джолос
- 2005
  - Александр Белавин
  - Михаил Иткис
  - Нина Уральцева
- 2006
  - Александр Комеч
- 2007
  - Анатолий Вершик
- 2008
  - Вячеслав Андреев
- 2012
  - Владимир Смирнов[23]
- 2018
  - Александр Аверьянов